# Ellstorp
 (avril 2024).
Ellstorp est un quartier de la ville de Malmö, dans le comté de Scanie, en Suède.
Le quartier est situé entre Kontinentalbanan et Sallerupsvägen, à l'est de Nobelvägen. L'ancienne colonie a été construite par Hugo Åberg pour le compte de HSB avec 1100 appartements à partir des années 1930. L'auteur Björn Ranelid a grandi dans ce quartier.
Les bâtiments sont construits selon le principe de la maison lamellaire, mais avec une grande cour presque fermée au centre. Les grandes pelouses sont un élément important du caractère du quartier. La conception des bâtiments est typique de Malmö dans la seconde moitié des années 1930 et au début des années 1940. Le fonctionnalisme en constitue la base, mais un certain nombre de détails classiques du XXe siècle ont été ajoutés.
Ellstorpsparken abrite l'école maternelle Ellstorp.